# تشانغ نان
تشانغ نان (بالصينية: 张楠) هي لاعبة جمباز فني صينية، ولدت في 30 أبريل 1986 في بكين في الصين.

## وصلات خارجية
- تشانغ نان على موقع الاتحاد الدولي للجمباز (licence) (الإنجليزية)
- تشانغ نان على موقع الاتحاد الدولي للجمباز (biography) (الإنجليزية)
- تشانغ نان على موقع اللجنة الأولمبية الدولية (الإنجليزية)
- تشانغ نان على موقع أوليمبيديا (الإنجليزية)
- تشانغ نان على موقع اللجنة الأولمبية الصينية (الإنجليزية)